# Wijnand Stomp
Wijnand Stomp (Leiden, 4 december 1958) is een Nederlandse stand-upcomedian, kinderboekenschrijver en theatermaker.

## Biografie
Stomp woonde tot zijn twaalfde jaar op Curaçao, Nederlandse Antillen. Sinds 1970 woont en werkt hij in Nederland. Hij studeerde af aan Middeloo, Mikojel opleiding tot sociaal cultureel werker met als specialisatie drama en volgde diverse trainingen op het gebied van circus en theater in binnen- en buitenland.

### Theater
Stomp was medeoprichter van stichting Theatergroep Pruim (1983), in 1997 omgedoopt in Kalebas Produkties. Als artistiek leider was hij verantwoordelijk voor de koers van Kalebas Produkties. Stomp maakte en speelde in meer dan 20 voorstellingen, waarvan hij de meeste zelf schreef of bewerkte. In 2009 besloot Stomp solo verder te gaan. Als Mister Anansi creëert en speelt hij voorstellingen waarin zijn kleurrijke afkomst een belangrijke rol speelt. Hij ontleent veel inspiratie aan de Antillen, het land van zijn vader, maar is evenzeer verbonden met de Hollandse aarde, het land van zijn moeder. De verhalen van Wijnand Stomp zijn vrolijk, ondeugend en meeslepend. Ze gaan net zo goed over list en bedrog als over kwetsbaarheid en identiteit. Recente voorstellingen waren: Codjo en de Orkaanzee, Lisa en de Gestolen Winter, Mister Anansi en Anansi goes Teevee en richten zich op kinderen en hun ouders. Naast theater verzorgt Stomp trainingen, vertelworkshops en presentaties bij evenementen.

### Theater Elswout
Sinds 2016 runt Stomp zijn eigen theater op de buitenplaats Elswout van Staatsbosbeheer in Overveen, onder de rook van Haarlem

### Kinderboeken
Stomp maakte vier verhalen cd's en schreef in 1997 het prentenboek Lisa en de Bruine Prins, uitgegeven bij uitgeverij Sjaloom. In 2010 verscheen het verhalenboek Mister Anansi leert de wereld lachen bij uitgeverij Holland; een compilatie van zijn Anansi-verhalen.
Op televisie was Stomp te zien in Telekids bij Irene Moors, in 'De Stoel' van Rik Felderhof en maakte hij voor de KRO Kindertijd 7 afleveringen 'Verhalen maken met Wijnand Stomp'.
Zijn theatrale bewerking van 'Floddertje' werd ook door de KRO uitgezonden.

### Anansiboom
De Anansiboom, is een initiatief van verhalenmaker Wijnand Stomp en documentairemaker Jean Hellwig. Zij hebben twintig storytellers opgeleid die het publiek trakteren op een mix van verhalen en gefilmde portretten. In de vaste opstelling onder de Anansiboom van het Nederlands Openluchtmuseum in Arnhem komt het publiek op indringende wijze in contact met de geschiedenis van de slavernij.

### Anansi
De Anansi verteltraditie is van iedereen, maar vooral van mensen met een Afro-Caribische achtergrond. Wijnand Stomp, verhalenverteller, en Jean Hellwig, documentairemaker, producent en antropoloog, droegen de traditie voor de inventaris voor de plaatsing op het Inventaris Immaterieel Erfgoed Nederland. Zij zijn ook de initiatiefnemers van de Anansiboom in het Openluchtmuseum. De voordracht is ondersteund voor vertellers uit het Caribisch gebied, Suriname en Ghana. Kinderen kunnen enorm genieten van de verhalen, waarin vaak veel humor zit.

### Geschiedenis en ontwikkeling
De Anansiverhalen zijn ontstaan in West-Afrika, bij de Akan. In hun taal is anansi het woord voor spin. De oorsprong van deze orale traditie is niet vast te stellen. Zeker is dat de verhalen bij het begin van de intercontinentale slavenhandel in de zeventiende eeuw al bestonden. Via de slaventransporten verspreidde de traditie zich van West-Afrika naar het Caribisch gebied en naar Noord- en Zuid-Amerika. Oorspronkelijk was Anansi een godheid, een schepper. Met een lange, gesponnen draad betrad hij de aarde en werd vervolgens steeds menselijker en met de tijd meer een schelmenfiguur, een lachspiegel voor de luisteraar.
Verhalen vertellen was enorm belangrijk bij tot slaaf gemaakten, die vaak niet mochten zingen of dansen. Via zwarte kindermeisjes deed Anansi zijn intrede in blanke gezinnen. Met de komst van Surinamers, Ghanezen en Antillianen na de Tweede Wereldoorlog deed Anansi zijn intrede in Nederland. Er werden veel (kinder)boeken uitgebracht over Anansi en de NOT wijdde er een schooltelevisie-uitzending aan. Daarna taande de interesse weer, maar intussen was Anansi wel een onderdeel van de Nederlandse cultuur geworden. Op vele basisscholen worden Anansiverhalen verteld. Tegenwoordig is Anansi ook een hedendaagse figuur, die gerust in een Boeing 747 kan zitten of een smartphone hebben. Ook gaat hij op inburgeringscursus naar de Albert Cuypmarkt in Amsterdam, zo dynamisch is deze orale traditie.